# Carla Jimenez
Carla Jimenez (Westwood, 14 maggio 1974) è un'attrice statunitense.
Tra i suoi ruoli ricorrenti più noti, quello di Rosa Flores nella sitcom Aiutami Hope!, di Carmen Sanchez nella settima stagione di Desperate Housewives e della governante Blanca in L'uomo di casa.
Dal 2017 è una delle protagoniste della serie televisiva The Mick, nella parte di Alba, prima serie tv in cui ha un ruolo di rilievo.

## Filmografia

### Cinema
- Super Nacho, regia di Jared Hess (2006)
- Ammesso (Accepted), regia di Steve Pink (2006)
- L'amore si fa largo (Phat Girlz), regia di Nnegest Likké (2006)
- Lady in the Water, regia di M. Night Shyamalan (2006)
- The Dead Girl, regia di Karen Moncrieff (2006)
- Miss Marzo (Miss March), regia di Trevor Moore e Zach Cregger (2009)
- White Frog, regia di Quentin Lee (2012)
- Il mistero del gatto trafitto (Murder of Cat), regia di Gillian Greene (2014)
- Squatters, regia di Martin Weisz (2014)
- Anarchia - La notte del giudizio (The Purge: Anarchy), regia di James DeMonaco (2014)
- Pup Star, regia di Robert Vince (2016)
- Carved - La zucca assassina (Carved), regia di Justin Harding (2024)

### Televisione
- Squadra Med - Il coraggio delle donne (Strong Medicine) - serie TV, 2 episodi (2002-2003)
- E.R. - Medici in prima linea (ER) - serie TV, 2 episodi (2003)
- The District - serie TV, 1 episodio (2003)
- Malcolm - serie TV, 1 episodio (2005)
- CSI - Scena del crimine (CSI: Crime Scene Investigation) - serie TV, 1 episodio (2006)
- Il tempo della nostra vita (Days of Our Lives) - TV, 1 episodio (2007)
- Entourage - serie TV, 1 episodio (2007)
- Shark - Giustizia a tutti i costi (Shark) - serie TV, 1 episodio (2007)
- Dexter - serie TV, 1 episodio (2008)
- The Closer - serie TV, 1 episodio (2009)
- Hannah Montana - serie TV, 1 episodio (2009)
- Justified - serie TV, 1 episodio (2010)
- Hawthorne - Angeli in corsia (Hawthorne) - serie TV, 1 episodio (2010)
- Sons of Anarchy - serie TV, 1 episodio (2010)
- Better Off Ted - Scientificamente pazzi (Better Off Ted) - serie TV, 4 episodi (2009-2010)
- Desperate Housewives - serie TV, 4 episodi (2010)
- Bones - serie TV, 1 episodio (2011)
- Aiutami Hope! (Raising Hope) - serie TV, 12 episodi (2011-2014)
- Amiche nemiche (GCB) - serie TV, 1 episodio (2012)
- La vita segreta di una teenager americana (The Secret Life of the American Teenager) - serie TV, 1 episodio (2013)
- Growing Up Fisher - serie TV, 5 episodi (2014)
- Devious Maids - Panni sporchi a Beverly Hills (Devious Maids) - serie TV, 1 episodio (2014)
- L'uomo di casa (Last Man Standing) - serie TV, 8 episodi (2013-2015)
- 2 Broke Girls - serie TV, 1 episodio (2015)
- Cuori in cucina - serie TV, 1 episodio (2016)
- The Mindy Project - serie TV, 1 episodio (2016)
- Le amiche di mamma (Fuller House) - serie TV, 1 episodio (2016)
- Santa Clarita Diet - serie TV, 1 episodio (2017)
- The Mick - serie TV, 37 episodi (2017-2018)
- The Good Doctor - serie TV, 1 episodio (2023)
- Grotesquerie - serie TV, 1 episodio (2024)

### Doppiatrice
- Archer - serie animata, 1 episodio (2013)
- Le avventure del gatto con gli stivali - serie animata , 23 episodi (2015-2017)

## Doppiatrici italiane
Nelle versioni in italiano delle opere in cui ha recitato, Carla Jimenez è stata doppiata da:
- Chiara Colizzi in Desperate Housewives
- Tiziana Avarista in Anarchia - La notte del giudizio
- Francesca Guadagno in The Mick
- Carolina Zaccarini in Grotesquerie